# Scaptodrosophila vindicta
Scaptodrosophila vindicta är en tvåvingeart som först beskrevs av Michael J. Parsons och Bock 1982.  Scaptodrosophila vindicta ingår i släktet Scaptodrosophila och familjen daggflugor. Inga underarter finns listade i Catalogue of Life.